# Tłumaczenie ustne
Tłumaczenie ustne – czynność, która ułatwia komunikację języka mówionego lub migowego (symultanicznie bądź konsekutywnie) pomiędzy dwoma lub więcej rozmówcami, którzy nie mówią (bądź nie komunikują się) tym samym językiem.

## Tłumaczenia ustne a tłumaczenia pisemne
Terminy „tłumaczenie ustne” (interpretation) i „tłumaczenie pisemne” (translation) używane są w życiu codziennym. Obydwa zwroty związane są z przekazywaniem znaczenia pomiędzy dwoma językami. „Tłumaczenie pisemne” odnosi się do pisemnego przekazywania treści danego tekstu – zwykle pisanego (choć może to być także zarejestrowana w formie dźwiękowej lub wizualnej wypowiedzi) – najczęściej rozciągniętego w czasie i wymagającego użycia różnych źródeł, na przykład słowników. Istnieje bardzo wysoki standard wierności tłumaczeń. „Tłumaczenie ustne” zachodzi „tu i teraz” z obecnymi osobami i związane jest z wypowiedziami (pomimo że językiem źródłowym może być tekst).
Przy tłumaczeniu ustnym ważne jest przekazanie treści w formie zrozumiałej dla odbiorcy i nie jest ważne dobieranie formalnie najbardziej precyzyjnego odpowiednika tłumaczonego zdania. Tym bardziej mylące może być tłumaczenie dosłowne; np. hiszpański zwrot „Está de viaje”, który przetłumaczony dosłownie w języku polskim brzmiałby „Jest podróżą”, w zależności od kontekstu oznacza: „On/ona/pan/pani jest w podróży,” lub „On /ona/pan/pani jest poza miastem.”

## Formy tłumaczenia ustnego

### Tłumaczenia ustne konferencyjne
Tłumaczenie konferencyjne odbywa się w środowisku konferencyjnym. Tłumaczenie konferencyjne może zachodzić symultaniczne lub konsekutywne, jednakże podczas spotkań uczestników posługujących się różnymi językami zaobserwowano spadek w wykorzystywaniu tłumaczenia konsekutywnego w ciągu ostatnich dwudziestu lat.
Tłumaczenie konferencyjne jest podzielone na dwa rodzaje rynku: instytucyjny i prywatny. Instytucje międzynarodowe (UE, ONZ, EPO etc.) organizujące spotkania wielojęzyczne często preferują tłumaczenie z kilku obcych języków na język ojczysty tłumacza. Miejscowe rynki prywatne wolą organizować spotkania dwujęzyczne (język miejscowy i dodatkowo jeszcze inny), a tłumacze pracują zarówno przekładając na język ojczysty, jak i w drugą stronę. W żadnym wypadku oba rynki nie wykluczają się wzajemnie.

#### Tłumaczenia symultaniczne (równoczesne)
Tłumaczenia ustne symultaniczne odbywają się w dźwiękoszczelnej kabinie, przez którą zazwyczaj widać przemawiającego prelegenta. Tłumacz nie ma kontaktu z mówcą i w razie jakichkolwiek trudności nie może go poprosić o powtórzenie komunikatu. Za pomocą słuchawek tłumacz odbiera nadchodzące wiadomości w języku źródłowym i jednocześnie, mówiąc do mikrofonu, tłumaczy usłyszany komunikat na język docelowy, dzięki czemu uczestnicy konferencji słyszą tłumaczenie w swoich słuchawkach. Przy tłumaczeniach języka migowego również wykorzystuje się tłumaczenia symultaniczne.
Trudność tłumaczenia symultanicznego wiąże się z faktem, iż w tym samym czasie zachodzą tu następujące procesy:
- słuchanie,
- rozumienie,
- mentalny proces tłumaczenia (w głowie) oraz
- odtwarzanie komunikatu w języku docelowym.

Dlatego od tłumacza symultanicznego, poza bardzo dobrą znajomością obu języków, wymaga się:
- odporności na stres,
- podzielności uwagi,
- wysokiej koncentracji,
- refleksu,
- dobrej dykcji.

Nie każdy posiada te cechy, co oznacza, że nie każdy profesjonalny tłumacz sprawdzi się w tłumaczeniu symultanicznym. Jednak nawet osoby posiadające odpowiednie predyspozycje do tego zawodu przechodzą intensywne szkolenie najczęściej w ośrodkach uniwersyteckich lub szkołach tłumaczy.
W początkowej fazie nauki pewne problemy powoduje fakt, iż tłumacz kabinowy nie słyszy tego, co mówi do mikrofonu, gdyż ma na uszach słuchawki. Oznacza to niemożność świadomej kontroli wypowiadanych komunikatów, co skutkuje powstawaniem błędów językowych i pojawianiem się wypełniaczy. W trakcie treningu tłumacz uczy się to kontrolować. Dodatkowymi czynnikami, które utrudniają tłumaczenie symultaniczne są: znaczna wada wymowy u mówcy, niespodziewane zmiany tematów wystąpień, wadliwy sprzęt i różnica w gramatyce między językiem wyjściowym a docelowym. Np. w języku niemieckim czasownik często znajduje się na końcu zdania, podczas gdy w języku polskim jest on na początku, co oznacza, że polski tłumacz albo musi zapamiętać całe zdanie i czekać na czasownik, albo domyślić się go z kontekstu. Ponieważ praca w kabinie jest męcząca, tłumacze pracują w parach, zmieniając się zazwyczaj co pół godziny.
Podczas dużych konferencji lub spotkań może się zdarzyć, że tłumacze nie reprezentują wszystkich wymaganych kombinacji językowych, co ma miejsce wtedy, gdy na przykład trzeba przetłumaczyć wystąpienie Norwega, a tłumacz polski zna język angielski, lecz nie norweski. Wówczas stosuje się tzw. relay, czyli tłumaczenie pośrednie poprzez inny język obcy. Tzw. pivot, czyli tłumacz z kabiny angielskiej znający język norweski lub tłumacz norweski mający prawo do tzw. retouru (prawo do tłumaczenia z języka ojczystego A na aktywny język obcy B), przekłada komunikat na język angielski. Polski tłumacz dokonuje wówczas tłumaczenia symultanicznego, uznając przekład kolegi za komunikat wyjściowy. Technika ta jest stosowana z dwóch powodów: po pierwsze umożliwia przeprowadzenie konferencji przy ograniczonej liczbie kombinacji językowych, a po drugie pozwala zaoszczędzić środki finansowe potrzebne na dodatkowego tłumacza. Wady tej techniki to większe niż zwykle ryzyko popełnienia pomyłki oraz odczuwalna różnica czasowa między wystąpieniem mówcy a momentem, w którym tłumaczenie usłyszy odbiorca. Może to być irytujące, gdy podczas wystąpienia mówca coś prezentuje lub pokazuje. Wiąże się z tym także pewien efekt komiczny, kiedy część sali bije brawo, ponieważ właśnie usłyszała koniec wystąpienia, a druga część robi to z kilkunastosekundowym opóźnieniem.

#### Tłumaczenia konsekutywne (następcze)
W tłumaczeniu konsekutywnym tłumacz rozpoczyna tłumaczenie, dopiero gdy prelegent skończy swoją wypowiedź (przemówienie może być podzielone na części). Zazwyczaj w tłumaczeniu konsekutywnym tłumacz w trakcie przemówienia stoi obok rozmówcy, słucha go i sporządza notatki. Gdy osoba mówiąca skończy przemówienie lub zrobi przerwę w swojej wypowiedzi, tłumacz odtwarza wypowiedź w języku docelowym w całości i w taki sposób, jakby to on ją wygłaszał.
Tłumaczenie konsekutywne różni się od tłumaczenia liaison wyłącznie długością fragmentów do przetłumaczenia. W tłumaczeniu konsekutywnym mówca może mówić bez przerwy nawet przez pięć minut, podczas gdy w tłumaczeniu liaison wypowiada zazwyczaj 3-4 zdania i robi przerwę. Technika tłumaczenia konsekutywnego sprowadza się zatem do selekcji najważniejszych informacji i przekazania kwintesencji komunikatu (stąd angielskie „interpreter” wywodzi się od angielskiego czasownika „interpretować”). Z tego powodu zakłada się, że ustny przekład konsekutywny musi być zawsze krótszy od komunikatu w języku źródłowym. Aby zapamiętać treść pięciominutowego przemówienia mówcy, tłumacze często stosują specjalny system notatek, składający się z symboli oznaczających słowa – klucze oraz znaków takich jak: spójność, przeczenie, akcentowanie, wynikanie itp. W tym systemie celem tłumacza nie jest zapamiętanie wyrazów, lecz zapisanie informacji pozwalających później odtworzyć ciąg myślowy mówcy.
Tłumaczenie konsekutywne praktykowane jest na przykład podczas oficjalnych przemówień polityków. W mniej oficjalnych sytuacjach praktykuje się raczej tłumaczenie liaison, ponieważ jest ono mniej męczące dla odbiorcy, który nie musi czekać przez kilka minut na tłumaczenie. Rodzaj tłumaczenia ustnego zależy więc przede wszystkim od sytuacji, życzenia mówcy, a niekiedy nawet od samego tłumacza. Często zdarza się bowiem, że doświadczony tłumacz konsekutywny woli tłumaczyć krótsze fragmenty wypowiedzi lub nawet zdanie po zdaniu, by jak najdokładniej oddać treść komunikatu. Wówczas jest to już jednak tłumaczenie liaison.

### Tłumaczenia szeptane
Forma tłumaczenia symultanicznego, tyle że bez użycia specjalistycznego sprzętu. W tłumaczeniu szeptanym (również nazywanym szeptanką z języka francuskiego „chuchotage”) tłumacz znajduje się obok niewielkiej grupy słuchaczy i ściszonym głosem przekłada na bieżąco wypowiedź prelegenta. Tłumaczenie szeptane jest często stosowane w sytuacjach, gdy niewielka liczba osób (najlepiej nie więcej niż trzy) nie mówi w języku, którym posługuje się większość uczestników spotkania.

### Tłumaczenialiaison(„zdanie po zdaniu”)
Ustne tłumaczenie wypowiedzi dla jednej, dwóch, bądź grupy osób. W trakcie tłumaczenia tą metodą tłumacz nie używa specjalistycznego sprzętu, najczęściej siedzi obok mówcy i ze względu na krótkie fragmenty do tłumaczenia nie sporządza notatek. W odróżnieniu do tłumaczenia konsekutywnego, tu mówca wygłasza krótkie wypowiedzi lub zdanie po zdaniu. Oznacza to, że musi on robić wystarczająco długie przerwy, by tłumacz mógł przełożyć wypowiedź na język docelowy bez konieczności notowania i bez ryzyka, że pominie jakiś szczegół wypowiedzi. Tłumaczenie liaison używane jest wszędzie tam, gdzie wymagany jest wysoki poziom szczegółowości, na przykład w sądzie podczas przesłuchań świadków lub biegłych oraz wszędzie tam, gdzie trudno jest robić notatki oraz gdzie przemówieniu mówcy towarzyszy prezentacja, np. kiedy zagraniczny specjalista prezentuje pracownikom produkcyjnym, w jaki sposób działa dana maszyna.

### Tłumaczeniaa vista
Tłumacz otrzymuje tekst pisany, który tłumaczy ustnie – najczęściej bez wcześniejszego przygotowania. Sytuacja ta występuje np. w urzędach, u notariusza lub w sądzie. Dlatego tłumaczenie a vista jest często jednym ze składników egzaminu na tłumacza przysięgłego. Trudności związane z tłumaczeniem a vista to:
- różna charakterystyka tekstu pisanego i komunikatu mówionego
- tłumacz rzadko ma możliwość zapoznania się wcześniej z całym tekstem. Często tłumaczy go, nie znając kontekstu
- aby tłumaczenie było płynne, tłumacz musi objąć wzrokiem całe zdanie i natychmiast przetworzyć je na język docelowy.

### Tłumaczenia ustne prawne/sądowe
Tłumaczenie prawne lub sądowe odbywa się w sądach lub trybunałach administracyjnych oraz wszędzie, gdzie przeprowadzane jest postępowanie prawne (np. w salach sądowych podczas zeznań pod przysięgą). Tłumaczenie prawne może przybierać formę tłumaczenia konsekutywnego (np. tłumaczenie zeznań świadków) bądź symultanicznego, dla jednej lub większej liczby obecnych osób, z użyciem sprzętu elektronicznego (np. tłumaczenie całego postępowania).
Zależnie od przepisów i standardów powiązanych z krajem i lokalizacją tłumacze sądowi zwykle pracują samodzielnie, wykonując tłumaczenia konsekutywne lub jako zespół, gdy wymagane jest tłumaczenie symultaniczne. Ponadto od tłumaczy sądowych wymaga się biegłej znajomości języków źródłowych i docelowych oraz doskonałej znajomości prawa i procedur sądowych.
Często, dodatkowym wymogiem przy pracy w sądzie jest posiadanie państwowego certyfikatu uprawniającego wykonywanie zawodu tłumacza przysięgłego.

### Tłumaczenia ustne dla grupy fokusowej (tłumaczenia marketingowe)
Podczas tłumaczenia dla grupy fokusowej tłumacz razem z klientami przebywa w dźwiękoszczelnej kabinie lub na stanowisku komentatorskim. Zazwyczaj w takim pomieszczeniu, pomiędzy tłumaczem a członkami grupy fokusowej, znajduje się lustro weneckie, dzięki któremu tłumacz może niezauważony obserwować uczestników spotkania. W czasie trwania rozmowy tłumacz słyszy wypowiedzi przez słuchawki i symultanicznie tłumaczy je klientom. Ponieważ grupa fokusowa składa się zwykle z około 2 do 12 osób (bądź więcej), zadanie tłumacza polega nie tylko na tłumaczeniu treści wypowiedzi, lecz również na naśladowaniu intonacji, sposobu mówienia, tonu, śmiechu bądź innych emocji mówcy.

### Tłumaczenia ustne towarzyszące
Tłumacz zajmujący się tego rodzaju tłumaczeniami towarzyszy osobie, bądź delegacji w czasie podróży, podczas wizyt, na spotkaniach bądź w trakcie różnego rodzaju rozmów. Osoba zajmująca się tłumaczeniami towarzyszącymi nazywana jest tłumaczem „asystującym” lub „towarzyszącym”. Tłumaczenia towarzyszące to rodzaj tłumaczenia de liaison („zdanie po zdaniu”).

### Tłumaczenia ustne dla służb publicznych
Ten rodzaj tłumaczenia, nazwany także tłumaczeniem środowiskowym, obejmuje następujące dziedziny: prawo, opiekę zdrowotną, sektor samorządowy, gospodarkę mieszkaniową i oświatę.
Podczas tego typu tłumaczeń często występują czynniki, które znacząco wpływają na jakość tłumaczenia. Należą do nich: wrogo lub przeciwnie do siebie nastawione strony, wytworzone napięcie oraz hierarchia między uczestnikami, poziom odpowiedzialności tłumacza. W wielu przypadkach wywołane emocje są wyjątkowo skrajne; od pracy tłumacza może nawet zależeć czyjeś życie.

### Tłumaczenia medyczne
Są one częścią tłumaczeń wykonywanych dla służb publicznych i dotyczą komunikacji pomiędzy opiekunem medycznym a pacjentem i/lub rodziną pacjenta, ułatwiając korzystanie z usług medycznych. Aby móc dobrze służyć zarówno pacjentowi, jak i opiekunowi medycznemu, tłumacz musi posiadać rozległą wiedzę o medycynie, ogólnych przepisach, wywiadzie lekarskim i przebiegu badania oraz o codziennym funkcjonowaniu szpitala bądź kliniki.
Tłumacze medyczni mają styczność z różnymi kulturami, więc często pracują jako tłumacze de liaison („zdanie po zdaniu”) w sytuacjach, kiedy pacjenci nie znają szpitala lub nie czują się w nim swobodnie.

### Tłumaczenia języka migowego
Tłumacz przekłada słowa osoby słyszącej na język migowy używany przez stronę niesłyszącą, a słowa wyrażane językiem migowym są przekładane przez tłumacza na język foniczny. Tłumaczenie takie może odbywać się zarówno symultanicznie, jak i konsekutywnie. Praca wykwalifikowanych tłumaczy migowych odbywa się w miejscach, gdzie wszyscy uczestnicy (strona słysząca, strona niesłysząca oraz tłumacz) mogą wzajemnie wyraźnie widzieć się i słyszeć. Zdarzają się sytuacje, kiedy tłumacz przekłada z jednego języka migowego na inny.
Ludzie niesłyszący także pracują jako tłumacze. Pracują ze słyszącymi, aby tłumaczyć dla osób, które nie znają języka migowego obowiązującego w danym kraju. Przetwarzają także informacje z jednej formy języka na drugą. Na przykład dzieje się tak w sytuacji, kiedy tłumacz przekłada język migowy osoby niesłyszącej na język odbierany przy pomocy dotyku przez osoby głuchoniewidome, uwzględniając w tym opisy wizualne.

## Miejsca pracy tłumaczy
Większość profesjonalnych pełnoetatowych tłumaczy konferencyjnych pracuje dla międzynarodowych organizacji takich jak Organizacja Narodów Zjednoczonych, Unia Europejska oraz Unia Afrykańska.
Organizacją zatrudniającą największą liczbę tłumaczy na świecie jest obecnie Komisja Europejska. Pracują tam setki osób – zarówno będące tłumaczami etatowymi i nieetatowymi – przekładających na języki urzędowe Unii Europejskiej.
Inne instytucje Unii Europejskiej, takie jak Parlament Europejski lub Europejski Trybunał Sprawiedliwości, zatrudniają mniejszą liczbę tłumaczy.
ONZ zatrudnia tłumaczy prawie w każdej swojej siedzibie na całym świecie. Uznaje się tam jednak zaledwie sześć języków urzędowych, dlatego też ONZ zatrudnia mniej pracowników niż Unia Europejska.
Tłumacze symultaniczni mogą pracować jako nieetatowi tłumacze w lokalnych, regionalnych lub państwowych instytucjach lub mogą zawrzeć umowę na świadczenie usług tłumaczeniowych w biznesie lub innych dziedzinach. Ich praca będzie mieć podobny charakter jak opisany w powyższych przypadkach.